# Lista de universidades
Esta é uma lista de universidades, faculdades e instituições de ensino superior em todo o mundo.

## África

### África do Sul
- Universidade Alfredo José evambi Cambuta

### Angola
- Escola Superior Pedagógica
- Instituto Superir de Ciências Policiais e Criminais
- Instituto Superior de Angola (ISA)
- Instituto Superior Politécnico Tocóista de Angola
- Instituto Superior Politécnico Metropolitano de Angola (IMETRO)
- Instituto Superior Técnico de Angola (ISTA)
- Universidade Agostinho Neto
- Universidade Católica
- Universidade Indepenpendente de Angola
- Universidade Gregório semedo
- Universidade José Eduardo dos Santos
- Universidade Lusíadas de Angola
- Universidade Metodista de Angola
- Universidade Piaget de Angola
- Universidade UTANGA
- Universidade Internacional do Cuanza (UNIC)
- Instituto Superior Politécnico Ndunduma (ISPN)
- Instituto Superior Politécnico do Cuito (ISPC)

### Egito
- Universidade de Alazar

### Marrocos
- Universidade al Quaraouiyine

### Moçambique
- Instituto Superior de Ciências e Tecnologia de Moçambique
- Instituto Superior Cristão
- Instituto Superior de Administração Pública - ISAP
- Instituto superior de Artes e Cultura - ISARC
- Instituto Superior de Ciências de Saúde
- Instituto Superior de Ciências e Gestão
- Instituto Superior de Comunicação e Imagem de Moçambique
- Instituto Superior de Contabilidade e Auditoria de Moçambique
- Instituto Superior de Educação e Tecnologia - ISET
- Instituto Superior de Estudos de Defesa Tenente-General Armando Emílio Guebuza
- Instituto Superior de Estudos  e Desenvolvimento Local
- Instituto Superior de Formação, Investigação e Ciência - ISFIC
- Instituto Superior de Gestão de Negócios
- Instituto Superior de Gestão, Comércio e Finanças
- Instituto Superior de Relações Internacionais - ISRI
- Instituto Superior de Tecnologias e Gestão - ISTEG
- Instituto Superior de Transportes e Comunicações - ISUTC
- Instituto Superior Dom Bosco
- Instituto Superior Maria Mãe África
- Instituto Superior Monitor
- Instituto Superior Mutasa
- Instituto superior Politécnico de Gaza
- Instituto Superior Politécnico de Songo
- Instituto Superior Politécnico de Tete
- Academia de Ciências Policiais de Moçambique - ACIPOL
- Academia Militar Samora Machel
- Escola Superior de Ciências Náuticas
- Escola Superior de Gestão Corporativa e Social
- Escola superior de Jornalismo
- Universidade Alberto Chipande (UniAC)
- Universidade Eduardo Mondlane
- Universidade Católica de Moçambique - UCM
- Universidade Pedagógica
- Universidade Mussa Bin Bique
- Universidade Técnica de Moçambique
- Universidade São Tomás de Moçambique
- Universidade Jean-Piaget de Moçambique
- Universidade Uni-Zambeze
- Universidade Adventista de Moçambique
- Universidade Lúrio - UniLúrio
- Universidade Nachingwea
- Universidade Politécnica
- Universidade Metodista Unida de Moçambique

### Nigéria
- Universidade de Benin (Nigéria)
- Comissão Nacional de Universidades (Nigéria)
- Universidade de Ibadan
- Universidade de Lagos
- Universidade do Estado de Lagos

### Quênia
- Universidade de Strathmore

## Américas

### Bolívia
- Universidade de Aquino Bolívia

### Brasil
- Universidade de Cuiabá - UNIC
- Universidade de São Paulo - USP
- Universidade do Estado da Bahia - UNEB
- Universidade Estadual de Campinas - UNICAMP
- Universidade Estadual Paulista Júlio de Mesquita Filho - UNESP
- Universidade de São Caetano do Sul - USCS
- Universidade Municipal de Taubaté - UNITAU
- Universidade Federal da Bahia - UFBA
- Universidade Federal de Alagaos - UFAL
- Universidade Federal do Amazonas - UFAM
- Universidade Estadual de Goiás - UEG
- Universidade do Estado do Pará - UEPA
- Universidade Federal do Estado do Rio de Janeiro
- Universidade Federal do Cariri - UFCA
- Universidade Regional do Cariri - URCA
- Universidade Federal de Minas Gerais
- Universidade Federal Fluminense
- Universidade Federal de São Paulo
- Universidade Federal do Mato Grosso
- Universidade Federal do Mato Grosso do Sul
- Universidade Federal de Campina Grande - UFCG
- Universidade Católica do Recife - UNICAP
- Universidade Católica de Salvador - UCSal
- Fundação Getúlio Vargas - FGV
- Fundação Universidade Parecis
- Universidade de Guarulhos
- Universidade Federal do Rio Grande do Sul
- Universidade Nacional de Brasília - UnB
- Universidade Presbiteriana Mackenzie

### Canadá
- Universidade de Alberta
- Universidade de Calgary
- Universidade Carleton
- Universidade da Colúmbia Britânica
- Université Laval
- Universidade de Montreal
- Universidade de New Brunswick
- Universidade de Ottawa
- Universidade de Quebec
- Universidade de Sherbrooke
- Universidade de Toronto
- Universidade de Trinity College
- Universidade de Waterloo

### Chile
- Pontifícia Universidade Católica do Chile

### Colômbia
- Universidade de La Sabana
- Universidade de Los Andes (Colômbia)
- Universidade de Nariño
- Universidade Militar Nueva Granada
- Universidade Nacional da Colômbia
- Universidade Tecnológica de Bolívar
- Universidad Tecnológica De Pereira

### Costa Rica
- Universidade da Costa Rica
- Universidade para a Paz

### Cuba
- Universidade de Havana

### Paraguai
- Universidade Americana
- Universidade Católica de Nossa Senhora de Assunção
- Universidade Nacional de Assunção

### Peru
- Universidade Nacional de San Marcos
- Universidade Peruana Los Andes, (UPLA), Huancayo
- Universidade de Lima
- Universidade de Piura
- Universidade Nacional de Santo Agostinho

### República Dominicana
- Universidade Autônoma de Santo Domingo

### Uruguai
- Universidade Católica do Uruguai Dámaso Antonio Larrañaga
- Universidade de Montevidéu
- Universidade ORT Uruguai
- Universidade da República

### Venezuela
- Universidade dos Andes (Venezuela)
- Universidade Católica Andrés Bello
- Universidade Central da Venezuela
- Universidade Nacional Experimental Politécnica
- Universidade Simón Bolívar

## Ásia

### República Popular da China
- Universidade de Nanjing
- Universidade de Pequim
- Universidade de Wuhan

### Coreia do Sul
- Universidade de Hankuk dos Estudos Estrangeiros

### Hong Kong
- Universidade de Hong Kong
- Universidade Chinesa de Hong Kong
- Universidade de Ciência e Tecnologia de Hong Kong

### Índia
- Indian Institute of Space Science and Technology
- Indian Institute of Technology - Roorkee
- Thomason College of Engineering
- Universidade de Calcutá

### Iraque
- Universidade de Al Mustansiriya

### Japão
- Universidade de Oita
- Universidade de Osaka
- Universidade de Kyoto
- Universidade de Tóquio

### Paquistão
- Universidade do Punjab

### Tailândia
- Universidade de Chulalongkorn

### Outros países asiáticos
- Universidade Malaia (Malásia)
- Universidade de Daca (Bangladesh)
- Universidade Nacional de Singapura (Singapura)
- Universidade de Teerã (Irã)
- Universidade de San Carlos (Filipinas)
- Universidade de Macau (Macau)

## Rússia e Turquia

### Rússia
- Universidade Estatal de Moscovo
- Universidade Patrice Lumumba
- Universidade Estatal de São Petersburgo
- Universidade Kant

### Turquia
- Universidade de Ancara
- Universidade de Atatürk
- Universidade Atılım
- Universidade de Istambul
- Universidade de Mármara
- Universidade Técnica de Istambul

## Europa

### Áustria
- Universidade de Viena

### Bélgica
- Universidade Católica de Lovaina

### Dinamarca
- Universidade de Copenhague (Dinamarca)

### Espanha
- Universidade Aberta da Catalunha
- Universidade de Alcalá
- Universidade Autônoma de Madri
- Universidade Autônoma de Barcelona
- Universidade de Barcelona
- Universidade Complutense de Madrid
- Universidade de Lérida
- Universidade de Múrcia
- Universidade Politécnica da Catalunha
- Universidade Pompeu Fabra
- Universidade de Salamanca
- Universidade de Sevilha
- Universidade de Santiago de Compostela
- Universidade de Valladolid

### Finlândia
- Universidade Åbo Akademi
- Universidade de Joensuu
- Universidade de Turku
- Universidade de Helsinque
- Universidade de Jyväskylä
- Universidade de Tampere

### França
- Universidades da França

### Grécia
- Universidade de Atenas
- Universidade de Patras
- Universidade de Tessalónica

### Hungria
- Universidade Eötvös Loránd
- Universidade Centro-Europeia
- Universidade de Pécs

### Irlanda
- Trinity College de Dublin

### Itália
- Universidade de Bolonha
- Universidade de Catânia
- Universidade de Ferrara
- Universidade de Florença
- Universidade de Milão
- Universidade de Módena e Reggio Emília
- Universidade de Pádua
- Universidade de Pavia
- Universidade de Pisa
- Universidade de Roma "La Sapienza"
- Universidade de Siena
- Universidade de Verona

### Malta
- Universidade de Malta

### Noruega
- Universidade de Bergen
- Universidade de Oslo

### Países Baixos
- Universidade de Amsterdã
- Universidade de Leiden
- Universidade de Roterdão
- Universidade de Utrecht

### Polónia
- Universidade Católica de Lublin
- Universidade Universidade de Ciência e Tecnologia AGH
- Universidade Jaguelônica
- Universidade de Varsóvia
- Universidade de Breslávia

### Sérvia
- Universidade de Belgrado

### Suíça
- Universidade de Basileia

### Leste Europeue ex-URSS, excluindo a Rússia
- Universidade de Sarajevo (Bósnia e Herzegovina)
- Universidade de Sófia (Bulgária)
- Universidade de Zagreb (Croácia)
- Universidade Carolina (República Tcheca)
- Universidade de Vilnius (Lituânia)
- Universidade de Lviv (Ucrânia)
- Universidade Nacional de Kyiv do Comércio e Economia (Ucrânia)
- Universidade Estadual de Tbilisi (Geórgia)
- Universidade de Tartu (Estônia)
- Universidade Estadual de Erevan (Armênia)

## Oceania

### Austrália
- Universidade de Adelaide
- Universidade de Melbourne
- Universidade de Nova Gales do Sul
- Universidade de Queensland
- Universidade de Sydney
- Universidade da Tasmânia
- Universidade Nacional da Austrália

### Nova Zelândia
- Universidade de Auckland
- Universidade de Otago